# Rhopalocerus
Rhopalocerus is een geslacht van kevers uit de familie somberkevers (Zopheridae).

## Soorten
Deze lijst is mogelijk niet compleet.
| - R. africamts - R. anytus - R. bakeri - R. camerunensis - R. compactus | - R. iviei - R. minimus - R. mirei - R. papuanus - R. rondanii | - R. setosus - R. setulosus - R. solomonensis - R. tuberculatus - R. viti |